# Heisteria cauliflora
Heisteria cauliflora är en tvåhjärtbladig växtart som beskrevs av James Edward Smith. Heisteria cauliflora ingår i släktet Heisteria och familjen Erythropalaceae. Inga underarter finns listade i Catalogue of Life.